# أجهزة تنقية المياه المحمولة
أجهزة تنقية المياه المحمولة والمعروفة أيضاً باسم نقطة الاستخدام (Point of use = POU) هي نظم معالجة المياه ومجال تقنيات تطهير المياه _ وهي وحدات مكتفية ذاتياً والتي يمكن أن تستخدم من قبل المتحمسين للإستجمام والأفراد العسكريين وغيرهم ممن يحصل على مياه الشرب من مصادر غير معالجة مثل (الأنهار، البحيرات.. الخ). والهدف من هذه الأجهزة الشخصية هو تقديم مياه غير معالجة بالكلور (وهذا يكون آمن ومقبول لأغراض الشرب). 

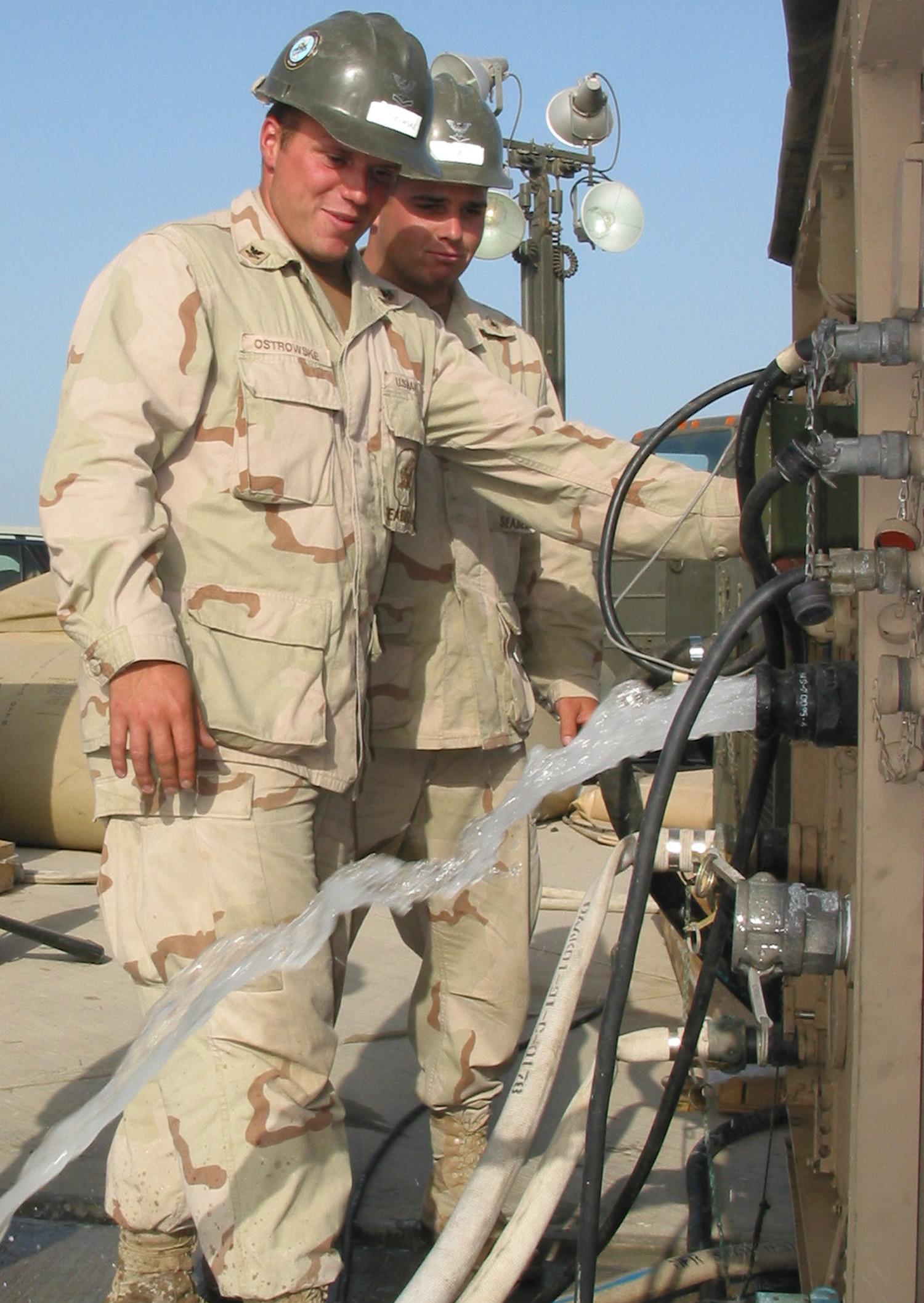
رجل مرافق للقوات البحرية الأمريكية العاملة على نظام تنقية التناضح العكسي في مخيم باتريوت ، الكويت

العديد من أنظمة تنقية المياه المياه التجارية أو الإضافات الكيميائية متاحة للرحلات والتخييم والسفريات الأخرى في المناطق النائية. وتستخدم هذه الأجهزة ليس فقط في المناطق النائية أو الريفية، ولكن أيضاً لمعالجة مياه المدينة الموثوقة عن طريق إزالة الكلور والطعم السيئ والروائح والمعادن الثقيلة مثل الرصاص والزئبق.

## مخاطر شرب المياه
قد تكون الأنهار الكبيرة ملوثة بمياه الصرف الصحي، الجريان السطحي أو الملوثات الصناعية من مصادر بعيدة المنبع. ومع ذلك حتى الأنهار الصغيرة والينابيع والآبار قد تكون ملوثة عن طريق المخلفات الحيوانية والمسببات المرضية. وجود حيوانات نافقة على منبع النهر هو أمر غير مألوف. في معظم أنحاء العالم قد تكون المياه ملوثة بالبكتيريا والديدان الطفيلية أو من الفضلات البشرية والحيوانية أو مسببات الأمراض التي تستخدم الكائنات الحية الآخرى على أنها المضيف المتوسط. كما أن السلالات المسببة للأمراض من بكتيريا إشريكية قولونية تبقى على قيد الحياة لفترة قصيرة خارج الجسم لتصيب عوائل جديدة.

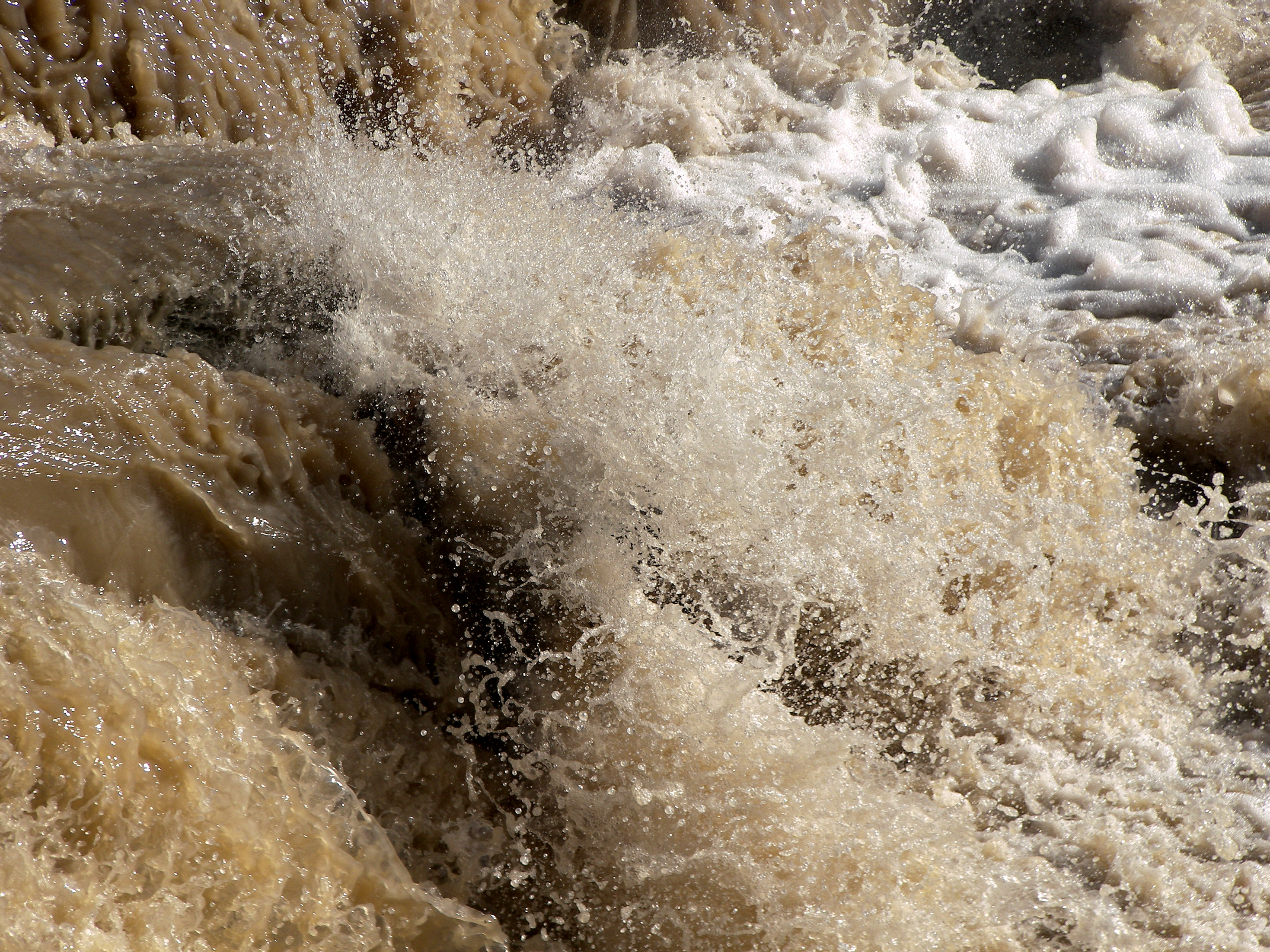
تعكر مياه جدول بسبب الأمطار الغزيرة

Cryptosporidium spp و Giardia lamblia . كلاهما من مسببات الإسهال (انظر giardiasis و cryptosporidiosis) من مسببات الأمراض المشتركة في المناطق الريفية من الولايات المتحدة الأمريكية وكندا في بعض الأوقات موجودة لدرجة أنه من المبرر وضع حقائب معالجة المياه على ظهورهم  على الرغم من أن هذا قد خلق بعض الجدل.(انظر جرثومة الإسهال البرية المكتسبة) في هاواي والمناطق الاستوائية الآخرى، الجرثومة اللولبية هي أيضاً من المشاكل المتوقعة.
هذه الكائنات شهدت شيوعاً أقل في البلدان المتقدمة مثل الجرثومة المسببة للكوليرا وسلالات مختلفة من جرثومة السالمونيلا التي تسبب الحمى التيفوئيدية وأمراض نظيرة للتيفوئيد. كما يمكن الإطلاع على الفيروسات المسببة للأمراض في المياه. يرقات الديدان خطرة وخاصة في المناطق التي يرتادها الأغنام والغزلان أو الماشية. إذا تم بلعها مثل اليرقات المجهرية فإنها يمكن أن تشكل تهديد للحياة باحتمال حصول خراجات في الدماغ أو الكبد. وهذا الخطر يمتد ليشمل النباتات التي تزرع بالقرب من المياه بما في ذلك الجرجير الذي يؤكل عادة.

## تقنيـات

### الغليان
الماء المغلي سوف يقتل البكتيريا فضلاً عن غيرها من الكائنات الدقيقة المسببة للأمراض مثل الجيارديا لامبليا (بالإنجليزية: Giardia lamblia)‏ و Cryptosporidium parvum التي توجد عادةً في الأنهار والبحيرات على ارتفاعات عالية على الرغم من درجة غليان قطرات المياه.
هذا يقلل من الوقت والطاقة اللازمة لجلب الماء إلى درجة الغليان، ولكن يمكن زيادة مدة الغليان المطلوبة لقتل بعض الجراثيم.
درجات حرارة المياه فوق مستوى 70 درجة مئوية (158 درجة فهرنهايت) سوف تقتل جميع الجراثيم في غضون 30 دقيقة، وفوق 85 درجة مئوية (185 درجة فهرنهايت) خلال بضع دقائق، وعند نقطة الغليان 100 درجة مئوية (212 درجة فهرنهايت) فإن معظم مسببات الأمراض سيقتلون بإستثناء مسببات أمراض معينة والجراثيم، وبالتالي يجب أن يتم تسخينها إلى 118 درجة مئوية (244 درجة فهرنهايت) (على سبيل المثال: التسمم _ Clostridium botulinum).

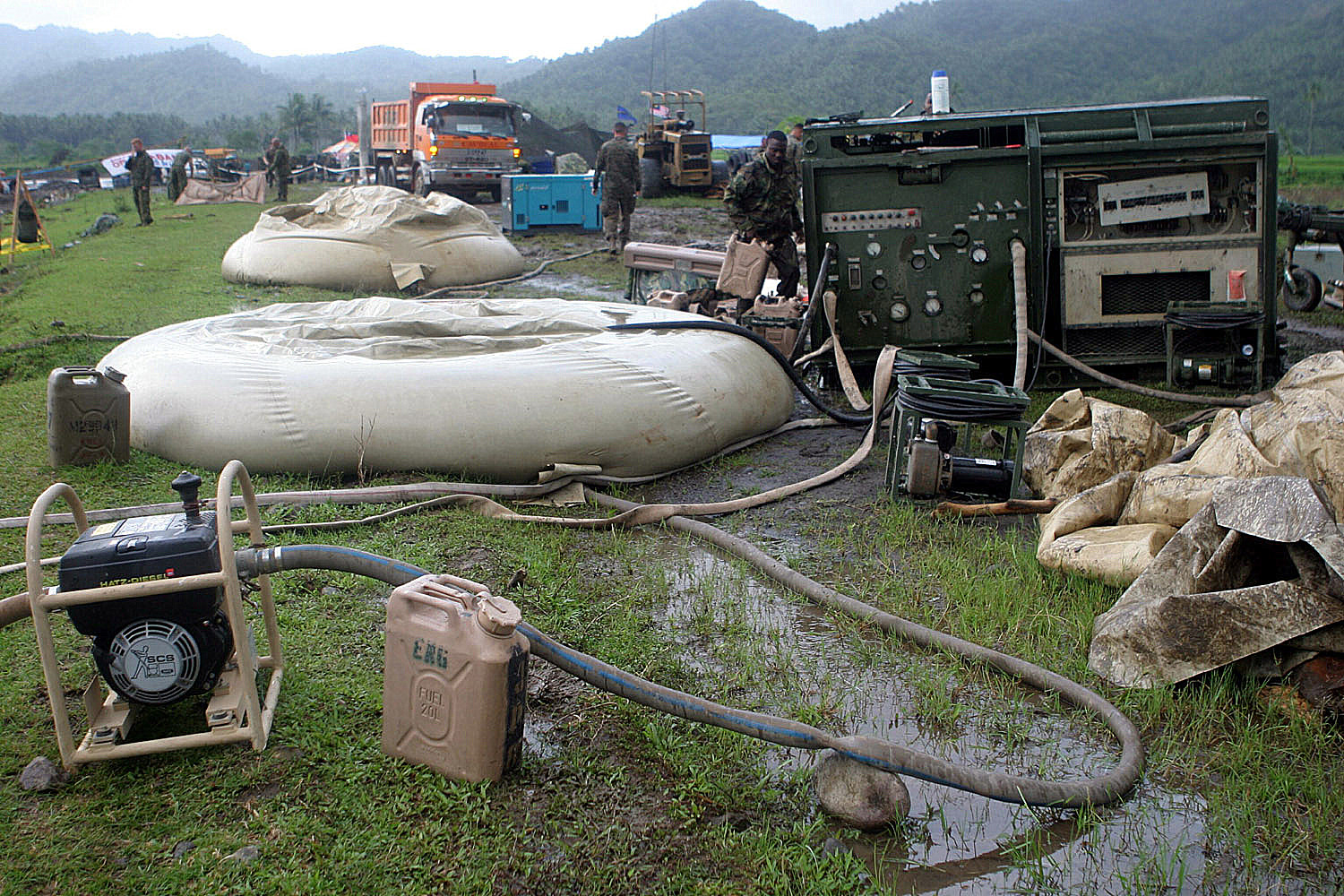
31 وحدة من مشاة البحرية (MEU) لدعم خدمة 31 مجموعة

ويمكن تحقيق هذا باستخدام طنجرة الضغط، كما أن الغليان العادي لن يسخن المياه الماضي 100 درجة (212 درجة فهرنهايت) على مستوى سطح البحر. ومن الجدير بالذكر أنه ليست جميع الملوثات تزال من الماء عن طريق الغليان حتى في طنجرة الضغط. الغليان لا يمكنه إزالة المواد الكيميائية عند نقطة الغليان أو أعلى من 100 درجة مئوية (212 فهرنهايت) ولا المعادن الثقيلة الملوثة على سبيل المثال الملوثات المعدنية الغرائية. ومع ذلك بالفحم المنشط يمكن إزالة العديد من الملوثات، ولكن لا يمكن إزالة الجراثيم.
ويمكن تداول مزيج مغلي لمدة دقيقة واحدة في الضغط الجوي القياسي (أي ليس في طنجرة الضغط) بالإضافة إلى التصفية مع الكربون النشط (أو الفحم المنشط) لإبطال مفعول معظم مسببات الأمراض والملوثات.

### الفلترة
يتوفر تجاريًا مضخات منقولة مزودة بمرشحات (فلاتر) خزفية يمكنها ترشيح 5000 إلى 50000 لتر ماء قبل استبدال الفلتر، وتقوم بإزالة العوامل الممرضة حتى مجال 0.2 - 0.3 ميكروميتر µm وبعض أنواعها يعتمد مرشحات الفحم الفعال أو الكربون النشط وتستطيع معظم أنواع هذه المرشحات أن تزيل أغلب البكتريا واللأوالي كالمتبوغ الخفي (بالإنجليزية: Cryptosporidium)‏ ولذلك لا بد من مرحلة تطهير بالمواد الكيميائية أو الأشعة فوق البنفسجية بعد الترشيح، ويجد التنبيه أنه لا تزول كل البكتريا بترشيح من قياس 0.2 µm في مضخات المرشحات فعلى سبيل المثال فأنواع الليبتوسبيرا المشابهة للخيوط (بالإنجليزية: Leptospira spp.)‏ التي تسبب مرض leptospirosis نحيلة بما يكفي لتمر عبر الفلتر قياس 0.2 µm ، ويمكن اللجوء لإضافة كيميائية فعالة لتجنب نواقص الفلاتر باستعمال الكلو أو ديوكسيد الكلور أو اليود أو هيبوكلوريت الصوديوم (المادة القاصرة)، وهنالك بعض أنواع الفلاتر الخزفية أو البلمرية المتوفرة في السوق تعتمد معالجة باليود بعد الفلترة في بنية فلاترها بغرض قتل الفيروسات والبكتريا صغيرة الحجم التي لا يمكن التخلص منها بالترشيح، ولكن معظم هذه الأنواع انتهى تسويقها بسبب الطعم غير المرغوب الذي تضيفه إلى الماء بالإضافة لاحتمال حدوث آثار صحية ضارة نتيجة تناول اليود على فترات طويلة.

### التعقيم الكيميائي
عادة ما يضاف اليود إلى الماء لتنقيته كحل، سواء بشكل بلورات أو في
أقراص تحتوي على تيتراغليسين هيدربيريوديد.
اليود يقتل العديد، ولكن ليس كل، مسببات الأمراض الأكثر انتشاراً
والموجودة في مصادر الماء العذبة الطبيعية. نقل اليود لتنقية المياه
هو حل ناقص لكنه خفيف الوزن لمن هم في حاجة مجال تنقية مياه الشرب.
تتوافر معدات في مخازن التخييم وتتضمن أقراص يود وأقراص ثانوية (فيتامين c أو حامض الاسكوربيك) التي تزيل طعم اليود من الماء بعد أن عقمها.
إضافة فيتامين c بشكل أقراص أو مسحوق شراب منَكّه، يرسب الكثير من اليود
خارج المحلول، لذا ينبغي ألا يضاف حتى يكون اليود قد أخذ الوقت الكافي
لعمله. وهذا الوقت عبارة عن 30 دقيقة في المياه الدافئة الصافية نسبياً
لكنه أطول بكثير إذا كان الماء عكراً أو بارداً.
يعالج اليود ماء الشرب، يعالجها بأقراص تحتوي على تيتراغليسين
هيدربيريوديد، كما يقلل امتصاص اليود المشع في الجسم البشري لـ 2% من
القيمة التي كانت لتكون عليها بدونه.
هذا يمكن أن يكون عاملاً مهماً يستحق النظر فيه لمعالجة المياه كمشاركة
أخيرة لحدث مركزي وحالة باقية، حيث أن ابتلاع اليود المشع مصدر للقلق
بسبب أشعته الذاتية. وإذا ترسب اليود من المحلول سيكون لدى مياه الشرب
كمية يود أقل في المحلول.كما أن كمية اليود في قرص واحد غير كافية
لمنع امتصاص اليود المشع.
تيتراغليسين هيدروبيريوديد تحافظ على فعاليته إلى اللانهاية ولكن قبل
فتح الإناء؛ مع ذلك بعض المصنعين يوصون بعدم استخدام الأقراص أكثر من
ثلاثة أشهر بعد بداية فتح الوعاء، والعمر الافتراضي هو في الحقيقة طويل
جداً يوفره إغلاق الإناء مباشرة بعد كل مرة يفتح فيها.
ويوجد بديل يحتمل أن يكون أقل تكلفة عن استخدام أقراص تنقية المياه
المشكلة من اليود هو استخدام بلورات اليود.
كمية صغية من الماء تصب في زجاجة صغيرة (بسعة حوالي أوقية واحدة أو 30
سنتيمتر كعب) تحتوي على ما يقارب 0.25 أوقية (سبع غرامات) من بلورات
اليود، ثم ترج بقوة لإنتاج محلول مشبع باليود. في درجة حرارة 25 مئوية
(77 فهرنهايت)،12.5 سنتيمتر مكعب من هذا المحلول يضاف للتر واحد من
الماء لتعقيمها. وخلال 15 دقيقة يمكن استهلاك الماء.في درجة حرارة 20
مئوية (68فهرنهايت) تترك المياه 20 دقيقة ليمكن تناولها.
في درجة حرارة 3 مئوية (37 فهرنهايت) ترك المياه لمدة 30 دقيقة أو
يستخدم 25 سم مكعب من المحلول المشبع للتر الواحد.
(لا تقم بتخزين محلول اليود المشبع في قارورة بلاستيكية حيث أن بخار
اليود سيمر خلال البلاستيك ويسبب تآكل الأشياء الصلبة الواقعة بقرب
الفارورة) لاحظ أيضاً أن هذه الطريقة قد لا تكون كافية لقتل أكياس
الجيارديا في المياه الباردة.
حل واحد هو تدفئة الماء لتستهلك لدرجة 20 مئوية (68فهرنهايت) قبل
معالجتها.
احرص على عدم تناول بلورات اليود؛ كمية اليود في المحلول المشبع قد
تكون ضعفي أو أربعة أضعاف الجرعة القاتلة.
يجب توخي الحذر لمنع زجاجة صغيرة من بلورات اليود المغمورة بالماء من
التجمد في الجو البارد. ميزة لاستخدام بلورات اليود هو أن كمية صغيرة
من اليود تنحل من بلوراته في كل استعمال، هذه الطريقة تمكن من معالجة
كمية كبيرة جداً من الماء حوالي 2000 لتر (500 جالون) وبزجاجة صغيرة من
البلورات. على العكس أقراص التيتراغليسين هيدروبيروديد، بلورات اليود
لديها أساساً حياة افتراضية غير محدودة طالما أنها غير معرضة للهواء
لفترات طويلة وباقية تحت الماء (بلورات اليود تتطاير (تتبخر) إذا تعرضت
للهواء لفترات طويلة من الزمن.) كمية كبيرة من الماء يمكن تعقيمها
ببلورات يود بتكلفة قليلة هذا ما يجعل هذه التقنية خصوصاً فعالة من حيث
التكلفة لغاية الاستخدام أو أنها الطرق الضرورية لتنقية الماء المعدة
للاستخدام لوقت أطول من العمر الافتراضي لتيتراغليسين هيدروبيريوديد.
أقراص هالازون المشكلة من الكلور كانتت ستخدم سابقاً بشكل تقليدي لتطهير المياه
الصالحة للشرب. الكلور في الماء هو أكثر فعالية كقاتل للجراثيم ضد
الاشريكية القولونية من اليود بأكثر من ثلاث مرات.
وهكذا فإن أقراص هالازون كانت شائعة الاستخدام في الحرب العالمية الثانية
من قبل الجنود الأمريكيين لتعقيم المياه الصالحة للشرب، حتى أنها كانت
ضمن العلب الملحقة لحصص الطعامc حتى عام 1945. القيد الرئيسي في
استخدام أقراص هالازون هو أن مدة صلاحيته للاستخدام قصيرة جداً عادة 3
أيام أو أقل، على العكس أقراص اليود التي لديها مدة صلاحية الاستخدام 3
أشهر للزجاجة المفتوحة. ثنائي كلوروأيزوسيانورات الصوديوم (NaDCC) حلت
محل أقراص هالازون بشكل كبير للقلة المتبقية من أقراص تنقية المياه
الكلورية المتوافرة هذه الأيام.
يتم ضغطها مع أملاح فوراة، عادة مع حمض الأديبيك وبيكربونات الصوديوم، لتشكيل أقراص تنحل بسرعة، خففت الكلور الموجود لـ10 أجزاء بالمليون (
جزء بالمليون: الكلور الموجود)
عندما تكون المياه ملوثة بشكل معتدل و 20 جزء بالمليون عندما تكون
ملوثة بشكل واضح.
أقراص الكلور المطهرة تعطي منصة أكثر استقراراً لتطهير الماء من السائل
المطهر (هيبوكلوريت الصوديوم) كالمنتج السائل تميل للتحلل مع تقدم
الزمن وتعطي نتائج غير منظمة مالم تنفذ الفحوص - ليست عملية فورية.
لا يزال، على الرغم من أن أقراص هالازون الكلورية تنخفض صلاحيتها لتعقيم
المياه الصالحة للشرب، المطهر الكلوري ربما رغم ذلك يستخدم بشكل آمن
على مدى قصير لتطهير المياه في حالات الطوارئ.يمكن إضافة قطرتان من
مطهر 5% غير معطر لكل لتر أو ربع غالون من المياه الصافية، ثم تترك
مغطاة من 30 لـ 60 دقيقة. بعد هذه المعالجة يمكن ترك الماء مفتوحة
لتقليل رائحة الكلور وطعمه. المبادئ التوجيهية متاحة على الإنترنت
لاستخدام فعال عند الطوارئ للمطهر لجعل المياه غير الآمنة صالحة للشرب.
مراكز السيطرة على الأمراض والوقاية منها (CDC) وخدمات السكان الدولية
(PSI) تروج لمنتج مماثل (0.5٪ - 1.5٪ محلول هيبوكلوريت الصوديوم) كجزء
من استراتيجيتهم في نظام المياه الآمنة (SWS). يتم بيع المنتجات في
البلدان النامية تحت أسماء تجارية محلية تحديداً لغرض تعقيم مياه الشرب
(CDC: SWSPSI: SWS).
لا يعتبر الكلور (المطهر على سبيل المثال) ولا اليود وحدهما فعالين
تماماً ضد الكريبتوسبوريديوم، ومع ذلك هما فعالان جزئياً ضد الجيارديا.
ينبغي ترك اليود على الأقل 30 دقيقة لقتل الجيارديا، ولكن يعتبر
الكلور أفضل قليلاً ضد هذا الأخير.
حل في هذا المجال أكثر كمالاً يتضمن معقمات كيميائية هو لأول فلترة
للمياه، يستخدم فلتر خرطوشة ضح سيراميكية بسماكة 0.2 ميكرومتر،
متبوعة بمعالجة بالكلور أو اليود، وبالتالي التخلص من
الكريبتوسبوريديوم، الجيارديا، ومعظم البكتيريا، بالإضافة للفيروسات
الأكبر.
أثناءها يستخدام المعقم الكيميائي أيضاً للتصدي للفيروسات الأصغر
والبيكتيريا التي لا يستطيع الفلتر إزالتها .
هذا المزيج يحتمل أن يكون أيضاً أكثر فعالية في بعض الحالات حتى من
استخدام التطهير الإلكتروني المعتمد على العلاج بالأشعة فوق البنفسجية مثل
استخدام معقم المياه المحمول ستيريبين SteriPEN .
بديل للمستحضرات اليودية في بعض حالات الاستخدام هو أقراص أو قطرات ثنائي
أوكسيدأيون كلور الفضة.هذه المحاليل قد تطهر المياه بشكل أكثر فعالية
من التقنيات المعتمدة على اليود حيث تترك بالكاد أي طعم ملحوظ في الماء
في بعض حالات الاستخدام .
أدوات التطهير المعتمدة على ثنائي أوكسيد أيون كلور الفضة ستقتل
الكريبوسبوريديوم والجياريديا إذا استخدمت بشكل صحيح .
أحد سيئات التقنيات المعتمدة على ثنائي أكسيد أيون كلور الفضة هو أن
وقت التعقيم طويل (عادة 30 دقيقة لـ أربع ساعات حسب التركيبة المستخدمة
).
قلق آخر هو إمكانية ترسب وتراكم مركبات الفضة في أنسجة الجسم المختلفة
مما يؤدي لحالة نادرة تسمى ارغيريا (التصبغ بالفضة) نتائجها الدائمة:
تشوهات وتصبغ رمادي مزرق في الجلد والعيون والأغشية المخاطية .كما أن
تكاليف المعالجة بثنائي أكسيد الكلور أعلى بحوالي أربع مرات من تكلفة العلاج باليود